# سیما یی
سیما یی ( چینی: 司馬懿; ۱۷۹ – ۷ سپتامبر ۲۵۱, با نام محترم ژونگدا، یک فرمانده نظامی، دولتمرد و نایب‌السلطنه سائو وی در دوره سه پادشاهی بود. او به دلیل دفاع از سائو وی در برابر یک سری تهاجم بین سالهای ۲۳۰ الی ۲۳۴، توسط کشور رقیب امپراتوری وی، شو هان معروف و شناخته‌شده شد. فرزند او سیما ژائو در سال ۲۶۳ میلادی شو هان را شکست داده و آن را ضمیمه خاک سائو وی نمود. همچنین نوه سیما یی، سیما یان در ۶ سپتامبر ۲۶۵ کشور جین را احداث و طی کمتر از یک سال تا تاریخ ۸ فوریه ۲۶۶ تمام چین را یکپارچه و امپراتوری جین را تأسیس نمود. سیما یان به پدربزرگش سیما یی نام پسامرگ امپراتور شوان جین و نام معبد گائوزو را تقدیم نمود.

## خدمات دوران سائو سائو
زمانی که سائو سائو در سال ۲۰۸ صدراعظم امپراتوری شد، یک مقام را برای استخدام سیما یی فرستاد تا به عنوان دستیار منشی در دولت خود خدمت کند و گفته می‌شود که به این مقام دستور داده‌است که اگر سیما یی قصد آمدن نداشت، او را دستگیر کند. سیما یی ترسید و قرار ملاقات را پذیرفت.  اگرچه در ابتدا به عنوان خدمتگزار ولیعهد منصوب شد،  بعداً به مناصب دیگری از جمله سرپرست دروازه زرد (黃門侍郎 منصوب شد)، مشاور (議郎)، افسر در دفتر شرق دفتر صدراعظم امپراتوری (丞相東曹屬) و ثبت در دفتر صدراعظم امپراتوری (丞相主簿). 

### توصیه به سائو سائو برای حمله به استان یی
در سال ۲۱۵، سیما یی سائو سائو را در مبارزات خود علیه جنگ سالار ژانگ لو همراهی کرد، که سائو سائو او را در نبرد یانگ پینگ در فرماندهی هانژونگ شکست داد و پس از آن سیما یی از او خواست تا از شتاب خود استفاده کند و به رقیبش لیو بی حمله کند. که در استان یی همسایه بود. سیما یی گفت از آنجایی که لیو بی اخیراً کنترل استان یی را از لیو ژانگ گرفته بود، او هنوز نتوانسته‌است جای پایی محکمی در استان ایجاد کند. سائو سائو ایده سیما یی را رد کرد و گفت که از قبل از داشتن لونگ‌یو (隴右؛ پوشش بخشی از گانسو و شانشی امروزی) راضی بود.  سپس توجه خود را به رقیب کلیدی دیگرش سون کوان معطوف کرد. 

### اصرار سائو سائو برای غصب تاج و تخت
سون کوان فرستاده‌ای را برای ملاقات با سائو سائو فرستاد و از او خواست که صلح کند و تمایل خود را برای بیعت با سائو سائو ابراز کرد. او همچنین از سائو سائو خواست تا تاج و تخت را از امپراتور شیان بگیرد و خود را امپراتور اعلام کند. در پاسخ به پیشنهاد سان کوان، سائو سائو اظهار داشت: "این فضول از من می‌خواهد که خودم را بالای آتش بگذارم!" سیما یی به او گفت: «سلسله هان رو به زوال است. ارباب، شما نه دهم امپراتوری هان را کنترل می‌کنید. شما در موقعیتی هستید که می‌توانید تاج و تخت را به دست بگیرید. تسلیم سان کوان اراده بهشت است. پیش از این، در زمان یو و در سرتاسر سلسله‌های شیا، شانگ و ژو  حاکمانی که در زمان گرفتن تاج و تخت تردید نداشتند، آنهایی بودند که واقعاً اراده بهشت را درک کردند. تاج و تخت را از امپراتور شیان غصب کرد و تا زمان مرگش تابع امپراتوری هان باقی ماند.
در سال ۲۱۶، پس از اینکه امپراتور شیان، سائو سائو را از یک دوک به یک پادشاه دست نشانده تحت عنوان "پادشاه وی" ارتقا داد، سیما یی مشاور پسر و وارث کائو کائو، کائو پی شد که به سیما یی بسیار احترام می‌گذاشت. درخشش همراه با چن کون، وو ژی و ژو شو (朱鑠سیما یی یکی از دستیاران نزدیک سائو پی و یکی از "چهار دوست" او بود.  قبل از اینکه سائو پی در سال ۲۱۶ وارث پدرش شود، او درگیر جنگ قدرت علیه برادر کوچکترش سائو ژی بر سر جانشینی شد. در طول این مدت، سیما یی به‌طور مخفیانه از سائو پی حمایت کرد و به او کمک کرد تا موقعیت وارث ظاهری را به دست آورد. او همچنین تا حدودی مسئول تنزل مقام و حذف سائو ژی از سیاست پس از امپراتور شدن سائو پی بود. 
زمانی که سیما یی به عنوان سرگرد ارتش منصوب شد (軍司馬او به سائو سائو پیشنهاد کرد که ذخایر مواد غذایی را ذخیره کند و دفاع خود را حفظ کند، زیرا بیش از ۲۰۰هزار نفر وجود داشتند که قادر به حفظ خود از طریق کشاورزی نبودند. سائو سائو ایده او را پذیرفت و سیاستی را برای مردم برای کشاورزی و ذخیره غلات اجرا کرد. 

### نبرد فانچنگ
سیما یی به سائو سائو در مورد هو شیو هشدار داد (胡修) و فو نیش (傅方) که در آن زمان به ترتیب به عنوان بازرس استان جینگ و مدیر فرماندهی نانشیانگ (南鄉郡؛ در استان جینگ) خدمت می‌کرد. سیما یی گفت که هو شیو خشن و فو فانگ مغرور بود و نباید مسئولیت حفاظت از مرز در استان جینگ را به هیچ‌یک از آنها واگذار کرد، اما سائو سائو او را نادیده گرفت. در سال ۲۱۹، در طول نبرد فانچنگ، در حالی که سائو رن ژنرال سائو سائو توسط ژنرال لیو بی، گوان یو در فانچنگ محاصره شده بود، سائو سائو به یو جین دستور داد تا نیروهای کمکی را برای رفع محاصره فانچنگ رهبری کند. نیروهای کمکی در سیل کشته شدند و یو جین تسلیم گوان یو شد. همان‌طور که سیما یی پیش‌بینی کرد، هو شیو و فو فانگ به گوان یو فرار کردند و سائو رن را در موقعیت خطرناک تری قرار دادند. 
پس از اطلاع از شکست یو جین، سلئو سائو احساس کرد که پایتخت امپراتوری هان، شوچانگ، بسیار نزدیک به قلمرو دشمن است، بنابراین به فکر انتقال پایتخت به سمت شمال به هبئی افتاد. سیما یی و جیانگ جی گفتند؛ شکست یو جین به دلیل نقص در خط دفاعی ما نبود و تأثیر قابل توجهی روی ما نداشت. انتقال پایتخت شاهنشاهی ضعف ما را به دشمن نشان می‌دهد. باعث ایجاد وحشت در مناطق اطراف رودخانه‌های هوآی و میان خواهد شد. سان کوان و لیو بی به نظر نزدیک به هم هستند، اما در واقع به یکدیگر اعتماد ندارند. سان کوان با دیدن پیروزی گوان یو احساس ناراحتی می‌کند، بنابراین باید او را تحریک کنیم که به پایگاه گوان یو در استان جینگ حمله کند. این محاصره فانچنگ را از بین خواهد برد." سائو سائو به توصیه آنها توجه کرد و سون کوان بعداً ژنرال خود لو منگ را برای حمله به شهرستان گونگان و حمله به استان جینگ در زمستان ۲۱۹–۲۲۰ فرستاد. نیروهای سان کوان، گوان یو را دستگیر و اعدام کردند.   
سائو سائو می‌خواست ساکنان استان جینگ و فرماندهی یینگ چوان را به شمال منتقل کند زیرا احساس می‌کرد آنها به قلمرو دشمن در جنوب بسیار نزدیک هستند. سیما یی اما او را از این کار توصیه کرد و گفت؛ «مناطق جینگ و چو ناپایدار هستند. حرکت مردم آسان است اما آرام کردن آنها سخت است. همان‌طور که گوان یو اخیراً شکست خورده‌است، افراد بد مخفی خواهند شد. اگر افراد خوب را جابه‌جا کنیم، ممکن است باعث شویم که آنها احساس ناراحتی کنند و تمایلی به بازگشت به کنار ما نداشته باشند." کائو کائو به توصیه سیما یی توجه کرد. مردم متاثر از نبرد فانچنگ پس از نبرد به معیشت اصلی خود بازگشتند.  
هنگامی که سائو سائو در مارس ۲۲۰ در لوئویانگ درگذشت،  در دربار امپراتوری دلهره وجود داشت. سیما یی بر ترتیبات تشییع جنازه نظارت کرد تا اطمینان حاصل شود که همه چیز به شیوه ای منظم انجام می‌شود،  و هیئت تشییع جنازه را تا یی همراهی کرد، که احترام مقامات داخل و خارج از دولت مرکزی را به خود جلب کرد. 

## خدمات دوران سائو پی
پس از اینکه سائو پی در اوایل سال ۲۲۰ جانشین پدرش به عنوان پادشاه دست نشانده وی و صدراعظم امپراتوری هان شد،  او سیما یی را به عنوان مارکی هجین تینگ معرفی کرد (河津亭侯) و او را به عنوان منشی ارشد خود منصوب کرد (長史). 
بعداً، هنگامی که سون کوان نیروهای خود را برای حمله به قلمروهای سائو پی در استان جینگ هدایت کرد، برخی از مقامات ایده مقاومت در برابر سون کوان را رد کردند، زیرا فانچنگ و شیانگ یانگ فاقد منابع غذایی بودند. سائو رن، که از شیانگ یانگ دفاع می‌کرد، از فانچنگ برای دفاع از وان منصوب شده بود. سیما یی گفت؛ «سون کوان اخیراً گوان یو را شکست داده‌است. در این زمان، او به فکر دفاع از سرزمین‌های تازه تصاحب شده خود (به جای حمله به ما) خواهد بود، بنابراین قطعاً تهدیدی برای ما نخواهد بود. مسیرهای آبی و زمینی شیانگ یانگ برای دفاع در برابر حملات دشمن بسیار مهم است، بنابراین ما نمی‌توانیم شهر را رها کنیم.» سائو پی توصیه‌های سیما یی را نادیده گرفت. همان‌طور که سیما یی پیش‌بینی کرده بود، پس از اینکه سلئو رن از شیانگ یانگ و فنچنگ دست کشید، سون کوان به آنها حمله نکرد. کائو پی از گوش ندادن به او پشیمان شد. 
در طول سال ۲۲۰، سیما یی به عنوان یکی از مقامات برجسته در دادگاه برای اصرار به تصرف تاج و تخت توسط سائو پی، و توسط مقامات دیگر خدمت کرد.
در اواخر سال ۲۲۰، سائو پی تاج و تخت را از امپراتور شیان غصب کرد و به سلسله هان شرقی پایان داد و خود را امپراتور ایالت تازه تأسیس وی اعلام کرد.  سائو پی ابتدا سیما یی را به عنوان استاد نویسندگی منصوب کرد (尚書اما بعداً او را به عنوان بازرس ارتش منصوب کرد (督軍) و منشی امپراتوری دستیار قصر (御史中丞). او سیما یی را از یک مارکی روستایی به مارکی منطقه ای تحت عنوان "مارکی ناحیه آنگو" ارتقا داد (安國鄉侯). 
در سال ۲۲۱، سیما یی از سمت خود به عنوان بازرس ارتش برکنار و به عنوان نگهبان کاخ (侍中) و ناظر صحیح استاد های نویسندگی (尚書右僕射) منصوب شد. 
در سال ۲۲۲، زمانی که سائو پی از وان بازدید کرد، یا به این دلیل که شهر به اندازه کافی جشن نبود یا به این دلیل که بازار محلی نتوانست نوعی دارویی را که سائو پی درخواست کرده بود تولید کند، فرماندار نانیانگ یانگ جون، که شهر تحت اختیار او بود. افتاد، دستگیر شد سیما یی، در میان سایر مقامات، با یانگ جون، که در دوران جوانی اش  ملاقات کرده بود و او را توانا و باهوش می‌دانست، روابط خوبی داشت و از طرف او التماس می‌کرد. پیشانی خود را به زمین کوبید تا زمانی که خونریزی شروع شد، اما سائو پی درخواست تجدید نظر را رد کرد. یانگ جون با اعتراف به مقصر خود، خودکشی کرد. سیما یی از چنین فقدانی بسیار اندوهگین شد. 
دو سال بعد، در سپتامبر ۲۲۴، سائو پی به جنوب رفت تا نیروهایش را در نزدیکی مرز وی- وو بازرسی کند. سیما یی برای دفاع از ژوچانگ باقی ماند و عنوان مارکی او به «مارکی منطقه شیانگ» تغییر یافت (向鄉侯). 
در اوایل سال ۲۲۵، او به عنوان ژنرال که ارتش را آرام می‌کند منصوب شد (撫軍將軍) و فرماندهی ۵هزار سرباز را بر عهده گرفت و همچنین سمت‌های رسمی را داشت که همزمان در کاخ خدمت می‌کند (給事中) و مدیر امور اساتید نویسندگی (錄尚書事).  وقتی سیما یی از پذیرش این قرارها امتناع کرد، سائو پی به او گفت؛ «من آنقدر درگیر امور دولتی هستم که هم روز و هم شب کار کرده‌ام و لحظه ای برای استراحت ندارم. (وقتی این مسئولیت‌ها را به شما می‌سپارم) من شما را ستایش نمی‌کنم، بلکه باید به من کمک کنید تا بار خود را تقسیم کنم.» 
در سال ۲۲۶، سائو پی ارتش خود را برای حمله به سون کوان رهبری کرد و سیما یی را پشت سر گذاشت تا در غیاب او از پایتخت امپراتوری دفاع و اداره کند، و همچنین برای ارتش خود در خط مقدم نیروهای کمکی و تدارکاتی فراهم کرد. قبل از حرکت، سائو پی فرمانی صادر کرد. "من عمیقا نگران اتفاقاتی هستم که بعد از مرگم می‌افتد. به همین دلیل این مسئولیت را به شما می‌سپارم. حتی با وجود اینکه سائو شن کمک‌های زیادی در میدان جنگ انجام داد، شیائو او نقش مهم تری نسبت به او داشت. آیا می‌توانم از نگرانی‌هایی که در مورد غرب دارم (اشاره به ایالت رقیب شو در غرب) رها باشم؟" سائو پی بعداً از فرماندهی گوانگلینگ به لوئویانگ بازگشت. او به سیما یی گفت؛ «وقتی من در مشرق باشم، تو مسئول غرب خواهی بود و وقتی من در مغرب هستم، تو مسئول مشرق خواهی بود». سیما یی برای نگهبانی از شوچانگ پشت سر ماند. 
در اواسط سال ۲۲۶، زمانی که کائو پی به شدت بیمار شد، سیما یی، سائو ژن، چن کون و احتمالاً سائو شیو را احضار کرد تا در سالن جنوبی کاخ چونگوآ (崇華殿 با او ملاقات کنند. جایی که او به آنها دستور داد تا پس از مرگ پسرش سائو روی به او کمک کنند. سائو پی همچنین به سائو روی گفت؛ ممکن است کسانی باشند که این سه وزیر دوک را از شما دور کنند، اما مراقب باشید و در آنها شک نکنید.    